# Referendum w San Marino w 2013 roku
Referendum w San Marino w 2013 roku – referendum z 20 października 2013 roku, podczas którego odbyły się dwa głosowania. Pierwsze dotyczyło złożenia wniosku przez San Marino o przystąpienie do Unii Europejskiej, z kolei drugie pytanie poruszało kwestie płac proporcjonalnych do wskaźnika inflacji.

## Członkostwo w Unii Europejskiej
Referendum zostało unieważnione.
| Głosy          | Liczba głosów | %      |
| -------------- | ------------- | ------ |
| Tak            | 6733          | 50,28% |
| Nie            | 6657          | 49,72% |
| Głosy nieważne | 1059          | -      |
| Razem          | 14449         | 100%   |
| Frekwencja     | 43,39%        | 43,39% |

## Ustanowienie płac proporcjonalnych do wskaźnika inflacji
Referendum zostało unieważnione.
| Głosy          | Liczba głosów | %      |
| -------------- | ------------- | ------ |
| Tak            | 10025         | 73,12% |
| Nie            | 3685          | 26,88% |
| Głosy nieważne | 712           | -      |
| Razem          | 14422         | 100%   |
| Frekwencja     | 43,31%        | 43,31% |

W obu przypadkach głosowano za (50,28% i 73,12%), jednak referendum zostało unieważnione gdyż w obu przypadkach nie osiągnięto kworum 32% głosów za ze wszystkich zarejestrowanych wyborców, których było 33 033.